# Jerry Vermanen
Jerry Vermanen (1984) is een Nederlandse onderzoeks- en datajournalist bij Pointer.
Na het College Groevenbeek in Ermelo studeerde Vermanen in 2009 af aan de Universiteit Twente in het vak Industrieel Ontwerpen. De jaren daarna studeerde hij Journalistiek en Nieuwe Media aan de Leidse Universiteit. Als designer hield hij zich vervolgens bezig de vormgeving van posters, glastechniek en scootmobielen. Na een stage bij het ANP en te hebben gewerkt bij Apenheul hield hij zich bezig met informatie rond spelcomputers en de website Bashers. 
In 2010 werd hij internetjournalist voor De Stentor om na enkele jaren datajournalist te worden bij nu.nl. Vanaf 2016 deed Vermanen in een team van data- en onderzoeksjournalisten onderzoek voor De Monitor, Brandpunt, Spraakmakers en Reporter Radio. Sinds 2019 is hij data- en onderzoeksjournalist bij Pointer.

## Follow the Money
Met Follow the Money ontmaskerde hij zorgcowboys met openbaar beschikbare data. Bij zijn onderzoeken hield hij zich bezig met rechtsherstel door gemeenten na de roofhandel in Joodse panden tijdens de Tweede Wereldoorlog. Ook zocht hij naar downloaders van kinderporno en verspreiders van misinformatie tijdens verkiezingen en de coronacrisis. Daartoe infiltreerde hij in Nederlands trollenleger dat nepnieuws over corona verspreidde.

## Andere activiteiten
Vermanen was lid van de beoordelingscommissie van Mediafonds Groningen en bestuurslid van het Katholiek Instituut voor Massamedia (KIM). Ook  Voor het Centraal Bureau voor de Statistiek was hij Lid van de communicatieraad.

## Erkenning
- De Tegel 2020 in de categorie Online voor De Straat Die Niet Meer Bestaat [3]
- Sigma Award 2020[4] De Sigma Award is een prijs beste datajournalistiek ter wereld (de opvolger van de Data Journalism Awards)
- De Tegel 2019 in de categorie Publieksprijs voor Zorgcowboys over fraude in de gezondheidszorg
- Stuiveling Open Data Award 2019 (SODA)[5]
- Speciale onderscheiding op Prix Europa 2018 in de categorie Beste Europese Online Project[6]